# خديجة حباشنة
خديجة حباشنة هي باحثة وسينمائية وناشطة سياسية ونسوية أردنية، حصلت على درجة الماجستير في علم النفس وبدأت حياتها المهنية كأخصائية نفسية في عيادة للطب النفسي. كما عملت في مجال الإعلام والسينما الوثائقية، بالإضافة إلى عملها كباحثة وناشطة في قضايا المرأة والعمل السياسي. زاولت مهنة التدريس الجامعي في علم النفس والعلاقات بين الجنسين، ولها عدة كتب حول قضايا المرأة والسينما. تكتب في مجالات البحث العلمي والنص الأدبي والمقالة، كما تُعد واحدة من الأسماء البارزة في السينما الوثائقية، حيث قدمت إسهامات كبيرة من خلال أعمالها وأبحاثها في تعزيز دور المرأة ومشاركتها في النضال الوطني والاجتماعي.

## حياتها المهنية
عادت خديجة حباشنة إلى الأردن في عام 1967 بعد إنهاء دراستها في القاهرة، حيث انضمت إلى مصطفى أبو علي، سلافة جاد الله، وهاني جوهرية لتأسيس مجموعة من المخرجين الفلسطينيين والعرب الذين قرروا دعم المقاومة الفلسطينية من خلال تصوير أفلام عن كفاح الشعب الفلسطيني والحياة اليومية في مخيمات اللاجئين. بعد أحداث أيلول الأسود في عام 1971، وأُجبرت المجموعة على الفرار من عمان وانتقلت إلى بيروت حيث أنشأت منظمة وحدة الفيلم الفلسطيني تحت وصاية منظمة التحرير الفلسطينية في عام 1973، وفي عام 1976 أصبحت هذه المجموعة مؤسسة الفيلم الفلسطيني حتى عام 1982. عملت حباشنة وزملاؤها على إنشاء شكل جديد من التصوير السينمائي باستخدام الأفلام الروائية والوثائقية، وأقاموا روابط قوية مع السينما المناهضة للاستعمار في جميع أنحاء العالم. أنتجت المجموعة أكثر من 30 فيلماً، عُرضوا في جميع أنحاء العالم رغم أنها لم يُعرضوا في فلسطين حتى وقت قريب. شاركت في تأسيس الاتحاد العام للمرأة الفلسطينية ومركز دراسات المرأة في الأردن. تعيش حالياً في عمان وتستمر في نشر أعمالها وكتبها التي تناقش قضايا المرأة وتجربتها في الثورة الفلسطينية.

## أفلامها
أخرجت خديجة العديد من الأفلام ومنها فيلمها الوثائقي أطفال بلا طفولة الذي يعرض الحياة اليومية للأطفال الأيتام الذين ولدوا لشهداء تل الزعتر عام 1976. كما صنعت فيلم "نساء في فلسطين"، الذي اختفى مع الغزو الإسرائيلي لبيروت عام 1982 ولم يُحتفظ بنسخة منه.

## كتبها
صدر لخديجة حباشنة ثلاثة كتب، وهي:
1. مقدمات حول واقع المرأة وتجربتها في الثورة الفلسطينية.
2. سيكولوجية الحوار داخل الأسرة الفلسطينية حول قضايا المرأة.
3. الحكم الأخلاقي لدى المرأة العاملة.
4. فرسان السينما، سيرة وحدة أفلام فلسطين عام 2023.